# سينغيلتون
سينغيلتون هي بلدة، في أستراليا، تقع في نيوساوث ويلز، هي عاصمة Singleton Council ‏، بلغ عدد سكانها 5,000  نسمة وذلك حسب إحصائيات سنة 2016، رمزها البريدي هو 2330.

## المناخ
يظهر الجدول التالي التغييرات المناخية على مدار السنة لسينغيلتون:
| البيانات المناخية لـسينغيلتون     | البيانات المناخية لـسينغيلتون | البيانات المناخية لـسينغيلتون | البيانات المناخية لـسينغيلتون | البيانات المناخية لـسينغيلتون | البيانات المناخية لـسينغيلتون | البيانات المناخية لـسينغيلتون | البيانات المناخية لـسينغيلتون | البيانات المناخية لـسينغيلتون | البيانات المناخية لـسينغيلتون | البيانات المناخية لـسينغيلتون | البيانات المناخية لـسينغيلتون | البيانات المناخية لـسينغيلتون | البيانات المناخية لـسينغيلتون |
| الشهر                             | يناير                         | فبراير                        | مارس                          | أبريل                         | مايو                          | يونيو                         | يوليو                         | أغسطس                         | سبتمبر                        | أكتوبر                        | نوفمبر                        | ديسمبر                        | المعدل السنوي                 |
| --------------------------------- | ----------------------------- | ----------------------------- | ----------------------------- | ----------------------------- | ----------------------------- | ----------------------------- | ----------------------------- | ----------------------------- | ----------------------------- | ----------------------------- | ----------------------------- | ----------------------------- | ----------------------------- |
| الدرجة القصوى °م (°ف)             | 44.4 (111.9)                  | 40.0 (104.0)                  | 41.0 (105.8)                  | 34.7 (94.5)                   | 28.2 (82.8)                   | 25.4 (77.7)                   | 26.0 (78.8)                   | 30.4 (86.7)                   | 33.0 (91.4)                   | 39.0 (102.2)                  | 43.0 (109.4)                  | 41.4 (106.5)                  | 44.4 (111.9)                  |
| متوسط درجة الحرارة الكبرى °م (°ف) | 30.6 (87.1)                   | 29.6 (85.3)                   | 27.7 (81.9)                   | 25.4 (77.7)                   | 21.1 (70.0)                   | 18.3 (64.9)                   | 18.0 (64.4)                   | 20.1 (68.2)                   | 23.1 (73.6)                   | 26.0 (78.8)                   | 27.6 (81.7)                   | 29.7 (85.5)                   | 24.8 (76.6)                   |
| متوسط درجة الحرارة الصغرى °م (°ف) | 17.3 (63.1)                   | 17.2 (63.0)                   | 15.2 (59.4)                   | 11.1 (52.0)                   | 8.6 (47.5)                    | 5.6 (42.1)                    | 4.8 (40.6)                    | 5.0 (41.0)                    | 8.0 (46.4)                    | 10.7 (51.3)                   | 13.5 (56.3)                   | 15.9 (60.6)                   | 11.1 (52.0)                   |
| أدنى درجة حرارة °م (°ف)           | 9.6 (49.3)                    | 9.6 (49.3)                    | 7.5 (45.5)                    | 2.5 (36.5)                    | 0.4 (32.7)                    | −2.0 (28.4)                   | −3.9 (25.0)                   | −4.2 (24.4)                   | 0.4 (32.7)                    | 2.5 (36.5)                    | 5.0 (41.0)                    | 8.1 (46.6)                    | −4.2 (24.4)                   |
| الهطول مم (إنش)                   | 70.2 (2.76)                   | 107.6 (4.24)                  | 75.1 (2.96)                   | 38.3 (1.51)                   | 37.8 (1.49)                   | 31.7 (1.25)                   | 41.7 (1.64)                   | 27.6 (1.09)                   | 44.1 (1.74)                   | 32.8 (1.29)                   | 59.2 (2.33)                   | 86.6 (3.41)                   | 649.4 (25.57)                 |
| متوسط أيام هطول الأمطار           | 10.1                          | 10.1                          | 9.1                           | 7.1                           | 8.1                           | 8.4                           | 7.1                           | 6.8                           | 8.3                           | 6.6                           | 10.5                          | 9.9                           | 102.1                         |
| متوسط الرطوبة النسبية (%)         | 49                            | 52                            | 54                            | 51                            | 60                            | 57                            | 54                            | 44                            | 43                            | 43                            | 46                            | 47                            | 50                            |
| المصدر:                           |                               |                               |                               |                               |                               |                               |                               |                               |                               |                               |                               |                               |                               |

## معرض صور

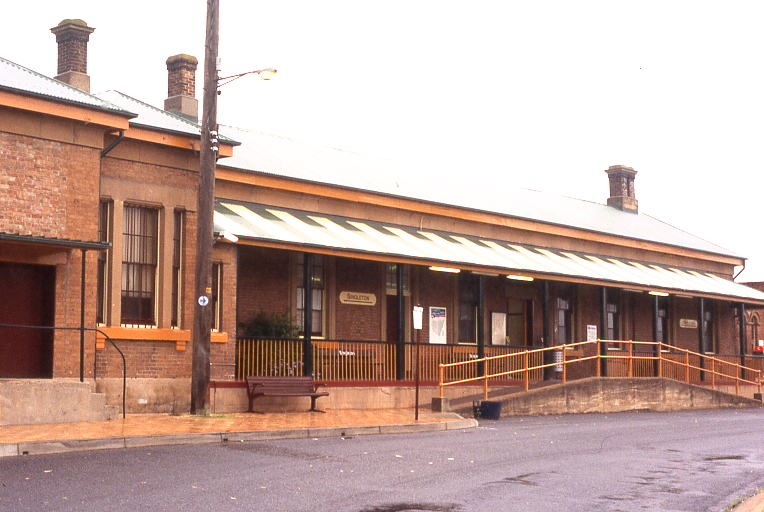
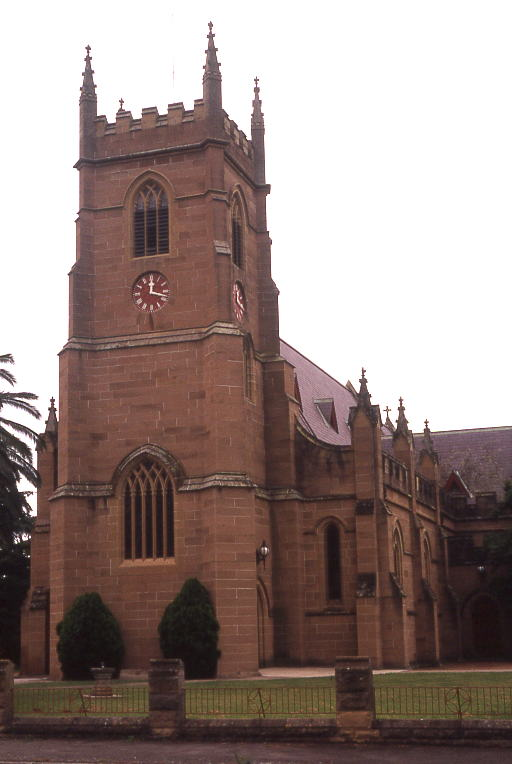
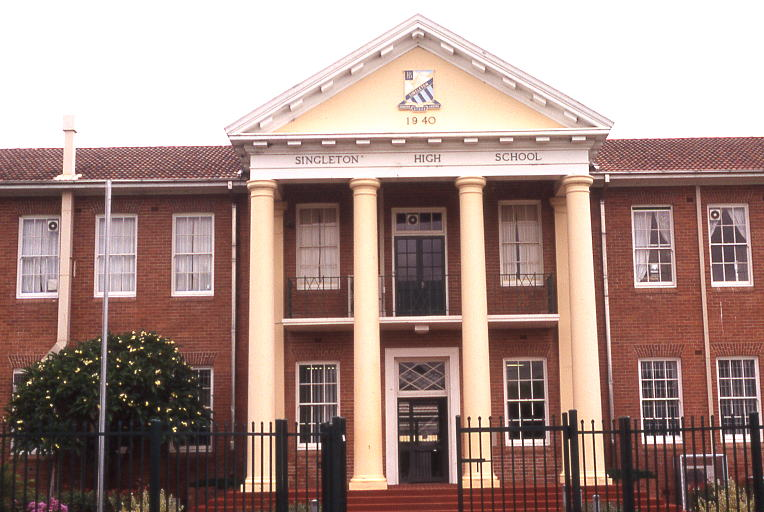

## أعلام
- رايموند هاميلتون
- جون لوسون
- جون هاينز
- جون ستيفنز
- ويندي ريتشاردسون
- جوليان بيلي